# Marcello Rosa
Marcello Rosa (* 16. Juni 1935 in Abbazia, Italien; † 19. Dezember 2024 in Rom) war ein italienischer Jazzmusiker (Posaune, Arrangement, Komposition). 1993 war er Präsident der italienischen Jazzmusikervereinigung Associazione Nazionale Musicisti Jazz.

## Wirken
Rosa war zunächst Mitglied der Roman New Orleans Jazz Band, mit der er Ende der 1950er Jahre mehrere Alben aufnahm. Mitte der 1960er Jahre gehörte er zur New Orleans Band von Carlo Loffredo. Er spielte auch mit Trummy Young, Peanuts Hucko, Earl Hines, Albert Nicholas, Bill Coleman, Lionel Hampton und Slide Hampton. Er nahm an einigen wichtigen Jazzfestivals teil, darunter das Internationale Comblain Jazz Festival, wo er zunächst 1965 als einziger Vertreter des traditionellen italienischen Jazz als Solist eingeladen wurde (und mehrere Jahre in Folge auftrat). Er gab dann die stilistischen Engführung auf den traditionellen Jazz auf.
1973 legte Rosa unter eigenem Namen ein Album mit einem Nonett in der Reihe Jazz a Confronto  vor, um 1975 in seinem Ensemble mit Tony Scott zusammenzuarbeiten. Zudem arbeitete er bei der RAI als Disk-Jockey, aber als Autor und Moderator auch an Jazz-Radioprogrammen mit. Er nahm weiterhin mit Romano Mussolini, der Combo von Enzo Scoppa, mit Lino Patruno, der ihn in seine Jazz Stars of Italy holte, und 1992 mit dem Grande Orchestra Nazionale di Jazz auf. 2008 veröffentlichte er bei Philology unter eigenem Namen die CD A Child Is Born. 2014 verlegte Arcana Edizioni  unter dem Titel Amari Accordi seine Lebenserinnerungen.

## Preise und Auszeichnungen
Rosa erhielt 1984 von RAI Radiouno die Auszeichnung 30 anni di jazz. Weiterhin wurde er 1987 mit dem Soundtrack-Preis Ente dello Spettacolo und 1997 mit dem Premio Personalità Europea des Europäischen Zentrum für Tourismus ausgezeichnet.